# Сунженский хребет
Су́нженский хребе́т (кабард.-черк. Сынджытх; осет. Арыхъхъы рæгътæ; ингуш. Аргӏа; чечен. Регӏа, Соьлжан-Регӏа) — горный хребет в Предкавказье. Административно расположен на территории четырёх республик — Кабардино-Балкария, Северная Осетия, Ингушетия и Чечня. С юга ограничен рекой Сунжа, с юго-запада рекой Терек, на западе рекой Урух, с севера — Алханчуртской долиной, отделяющей его от Терского хребта.
Высшая точка хребта — гора Заманкул (926 м). Хребет возвышается до 600 м над наклонной равниной, снижается с запада на восток и ближе к Грозному переходит в невысокие холмы. Река Терек, спускаясь с Главного Кавказского хребта, пересекает Сунженский хребет у осетинского села Эльхотово, образуя Эльхотовские ворота (осет. Æрджынарæг, «теснина аргов»). Хребет сложен неогеновыми сланцеватыми глинами и песчаниками.
Склоны гор покрыты в основном степной растительностью, в более высокой западной части сохранились участки густого широколиственного (дуб, граб) леса.